# Sixto Durán-Ballén
Sixto Alfonso Durán-Ballén Cordovez (Boston, 14 de julio de 1921-Quito, 15 de noviembre de 2016) fue un arquitecto y político ecuatoriano, presidente del Ecuador entre el 10 de agosto de 1992 y el 10 de agosto de 1996.
Durán Ballén inició su carrera pública durante el gobierno de Galo Plaza Lasso, en el que estuvo encargado de la reconstrucción de Ambato, tras el terremoto de 1949. En 1951, junto con Camilo Ponce Enríquez, fundó el Partido Social Cristiano (PSC) en 1951. Entre 1956 y 1960 se desempeñó ministro de Obras Públicas en la administración de Ponce. En 1970 fue elegido Alcalde de Quito, cargo que ocupó hasta 1978. Ese año participó en las elecciones presidenciales, en las que accedió al balotaje, pero fue derrotado por Jaime Roldós. En 1984 resultó electo diputado; posteriormente renunció para asumir la presidencia de la Junta Nacional de la Vivienda, nombrado por el gobierno de León Febres-Cordero. Volvió a postularse como candidato presidencial del PSC en 1988, obteniendo el tercer lugar. Para las elecciones presidenciales de 1992, no logró la nominación del PSC —que recayó en Jaime Nebot— y fundó el Partido Unidad Republicana (PUR), con el que venció a Nebot en la primera vuelta y resultó electo presidente en la segunda. 
Durante su gobierno se implantó una política neoliberal con privatizaciones y ajustes a las clases populares, mientras se liberalizó la actividad bancaria, creando una burbuja económica, que estallaría años más tarde. Durante su gobierno, el país tuvo el último enfrentamiento con el Perú, el Conflicto del Cenepa, entre enero y febrero de 1995. Donde la intervención del gobierno de Sixto Durán Ballén con el movimiento de “Ni un paso atrás”, declarado en la Plaza de La Independencia, proporcionó resistencia militar y un sentimiento de unión patriótica en el pueblo ecuatoriano frente al conflicto.   Sin embargo, su presidencia tuvo grandes escándalos de corrupción, estando implicada incluso su familia. y su vicepresidente, Alberto Dahik, el cual huyó del país para evitar su captura.
Tras dejar el poder, Durán-Ballén y el PUR se integraron al Partido Conservador Ecuatoriano, bajo el cual fue electo diputado en 1998. Entre 2001 y 2003 fue nombrado embajador en Reino Unido por el gobierno de Gustavo Noboa. Su última participación política, fue como candidato al Parlamento Andino en 2006, por la Unión Demócrata Cristiana, sin ser elegido.

## Biografía
Sixto Durán-Ballén Cordovez nació un 14 de julio de 1921 en la ciudad de Boston, del estado de Massachusetts en los Estados Unidos de América, pero inscrito en el Consulado Ecuatoriano, por lo que recibió nacionalidad ecuatoriana. Sus padres fueron Sixto Durán-Ballén Romero y Eugenia Cordovez Cayzedo. Sus estudios primarios los realizó en el Colegio San José La Salle en la ciudad de Guayaquil y sus estudios secundarios en el San Gabriel de la ciudad de Quito. Cabe mencionar que siendo todavía un joven de apenas 20 años de edad, Sixto Durán-Ballén alcanzó a ser testigo visual del estallido de la denominada y terrible Guerra de 1941 entre Perú y Ecuador que comenzó durante el gobierno del entonces presidente ecuatoriano Carlos Arroyo del Río (1893-1969). Posteriormente, Sixto Durán-Ballén decidió estudiar arquitectura en el Stevens Institute of Technology de Hoboken en la ciudad de New York, en la Universidad de Wisconsin-Madison y en la Universidad de Columbia, donde el 28 de enero de 1945 obtuvo el título de Arquitecto, que luego fue refrendado por la Universidad de Guayaquil en noviembre de 1947. A partir del año 1951 fue director de la Escuela de Arquitectura de la Universidad Central de Quito, cargo en el que se mantuvo hasta 1956.

### Matrimonio y descendencia
El 3 de noviembre de 1945 contrajo matrimonio con Josefina Villalobos Páramo, con quien tuvo nueve hijos:
- Susana Durán-Ballén Villalobos
- Alicia Durán-Ballén Villalobos
- Isabel Durán-Ballén Villalobos
- Cristina Durán-Ballén Villalobos
- Josefina Durán-Ballén Villalobos
- Sixto Durán-Ballén Villalobos
- Antonio Durán-Ballén Villalobos

## Participación pública

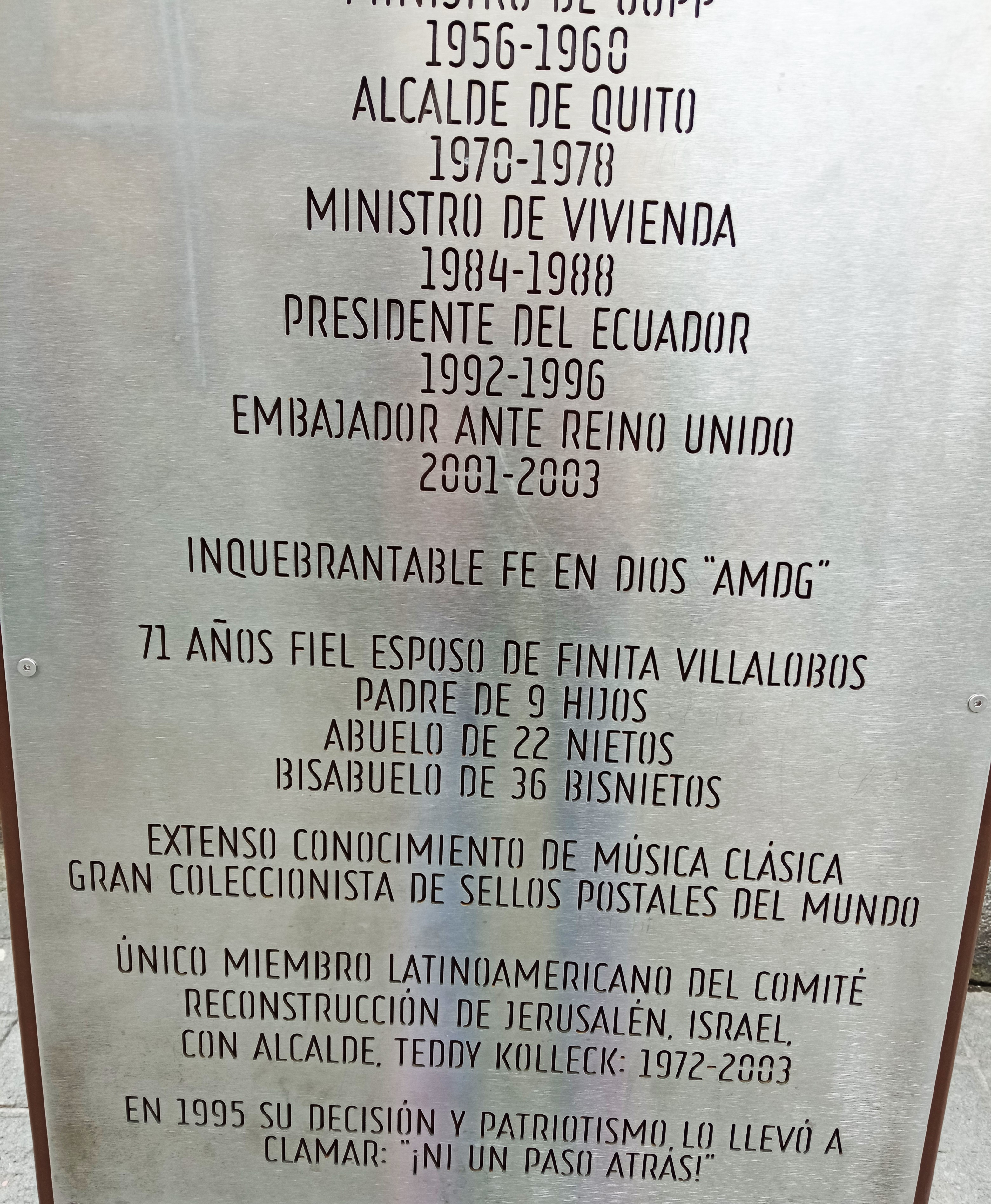
Lista de cargos públicos grabados en el Monumento a Sixto Durán Ballén, construido en 2021, por escultor Howard Taikkef. https://sixtoduran-ballen.org/escultura/

El entonces presidente del Ecuador Galo Plaza Lasso (1906-1987) encargó a Sixto Durán-Ballén como director del proyecto de reconstrucción de la ciudad de Ambato, destruida por el terremoto del 5 de agosto de 1949. Durante dos años de inspecciones diarias y dando soluciones y alternativas, presentó el Plan de Reconstrucción de Ambato y 12 poblaciones aledañas, el cual sirvió para replantear las nuevas construcciones en forma adecuada y sismo resistentes. 
Entre 1956 y 1960, Sixto Durán-Ballén ocupa el cargo de ministro de Obras Públicas del Ecuador durante el Gobierno de Camilo Ponce Enríquez (1912-1976). En esa función, trabajó en la reconstrucción del Palacio de Carondelet, que conservó su fachada original, al que le fue reforzado mediante hormigón armado, y aumentando la tercera planta que es la residencia presidencial. Construyó el Palacio Legislativo de Ecuador, inicialmente planificado para la XI Conferencia Interamericana de Cancilleres, evento que no llegó a realizarse.
En la década de 1960 hasta 1968, fue uno de los iniciadores del Banco Interamericano de Desarrollo, en Washington D. C., siendo su primer Director de Análisis de Proyectos para Latinoamérica. En esa época de agilidad y sin burocracia pesada, pudo aprobar la mayor cantidad de obras con respecto a agua potable, energía, construcción, etc. en casi todos los países de América Latina. 
Durante el auge petrolero en el Ecuador, ocupó la alcaldía de Quito entre 1970 y 1978 por el Partido Social Cristiano, posición que le ganó popularidad por haber emprendido numerosos proyectos de obras públicas, incluyendo la construcción de los túneles que atraviesan el centro histórico de la ciudad. Cuando se instauró la dictadura de Guillermo Rodríguez Lara, por su buena gestión, lo ratificó en el cargo hasta 1978. Planificó y desarrolló parte de la vía Occidental (obra culminada durante la alcaldía de Álvaro Pérez), así como las avenidas González Suárez, Eloy Alfaro y 6 de diciembre, desarrollando el norte de la ciudad más allá del barrio La Mariscal.
Entre 1972 y 2003 fue parte del equipo de arquitectos del Comité de Reconstrucción de Jerusalén, convocado por el alcalde de Jerusalén, Teddy Kolleck.
En las elecciones legislativas de 1984 lideró junto con César Acosta Vásquez, la lista de diputados nacionales por el Partido Social Cristiano, pero dejó su curul para ejercer la Presidencia de la Junta Nacional de la Vivienda durante la presidencia de León Febres-Cordero Ribadeneyra.

### Participación política
En 1951, junto a Camilo Ponce Enríquez, cofundó el Partido Social Cristiano.

#### Primera campaña presidencial: 1978
En 1978, después de casi diez años sin elecciones democrácticas, presentó su candidatura a la presidencia para las elecciones presidenciales de 1979, en binomio con José Icaza Roldós por el Frente Nacional Constitucionalista, amplia alianza de derecha dirigida por el PSC, alcanzando 328,461 votos en primera vuelta el 16 de agosto de 1978.   
En segunda vuelta, ocurrida el 29 de abril de 1979, alcanzó 471,657 votos, que representó el 31,51% de la votación, perdiendo la elección ante Jaime Roldós Aguilera.  
En esta campaña se presentó su cuña musical "Sixto Presidente" escrita e interpretada por Patricia Bejarano Trujillo en dos versiones: una era la versión en parodia de la canción "Guayaquil de mis amores" compuesta por Lauro Dávila y Nicasio Safadi del género pasillo en el Lado A y otra era la versión en parodia de la canción "El chulla quiteño" compuesta por Luis Alberto Valencia y Alfredo Carpio del género pasacalle en el Lado B en un disco LP de 45 revoluciones por minuto denominado "Sixto Presidente (1.979 - 1.983)" el cual lanzó al mercado en 1978.  
Véase elecciones presidenciales de Ecuador de 1978-1979.

#### Segunda campaña presidencial: 1988
Se postuló a la presidencia nuevamente en las elecciones presidenciales de 1988 como candidato oficialista para suceder a León Febres-Cordero.
Su candidatura fue lanzada por la alianza entre Partido Social Cristiano y Partido Conservador Ecuatoriano. Su binomio fue Pablo Baquerizo Nazur. Su campaña se basó en el eslogan "El poder de la experiencia".
Sixto Durán Ballén fue el candidato oficialista por Partido Social Cristiano. El gobierno de Febres Cordero había causado un deterioro en la popularidad del partido en la Sierra, por lo que se presentó como candidato a Durán Ballén. El PSC en 1987 concedió amnistía a Abdalá Bucaram con la intención de dividir el voto progresista y evitar un triunfo de Borja, estrategia que falló ya que Durán Ballén obtuvo el tercer lugar en Primera Vuelta, pero ni siquiera llegó a la Segunda Vuelta.
En esta campaña se presentaron sus cuñas musicales más recordadas tales como: "Sixto" al son de la melodía de "Sexo" interpretada por Los Prisioneros compuesta por Jorge González bajo la adaptación escrita por Al-Mar, interpretada por el Grupo Experiencia y dirigida a cargo del arreglo y la dirección de Gustavo Pacheco en dos versiones: una era la versión cantada en el Lado A y otra era la versión instrumental en el Lado B en un disco LP de 45 revoluciones por minuto denominado "Frente de Juventudes Independientes Pro Sixto Durán-Ballén" el cual lanzó al mercado en 1987. y "Sixto y Pablo" al son de la melodía de "La bamba" interpretada por Los Lobos.
En la primera vuelta electoral, celebrada el 31 de enero de 1988, la candidatura de Durán Ballén alcanzó 447.672 votos, lo que le ubicó en tercer lugar. No pasó a segunda vuelta.
Véase elecciones presidenciales de Ecuador de 1988.

#### Tercera campaña presidencial: 1992

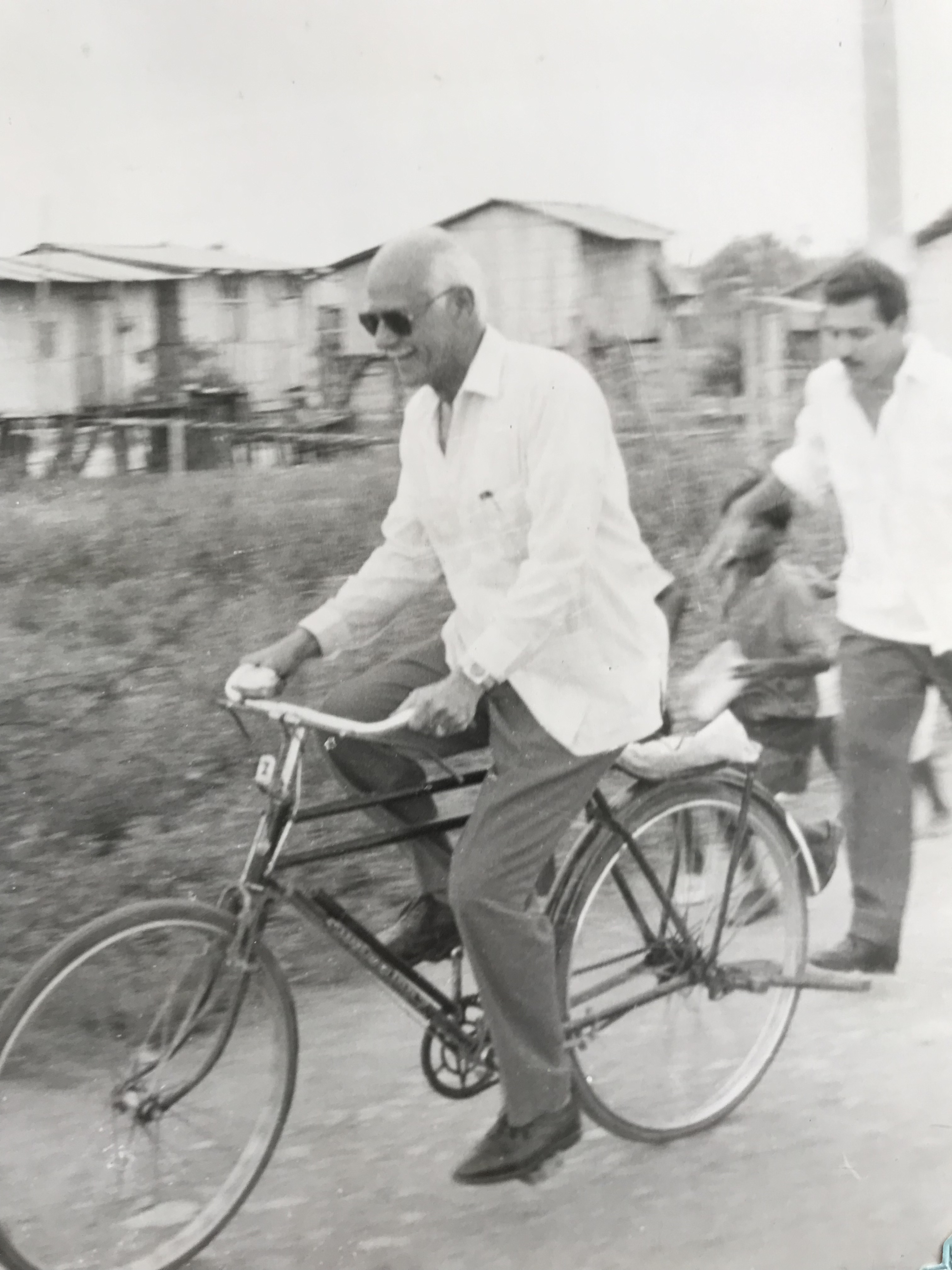
Sixto Durán-Ballén durante la campaña presidencial en 1991.

En 1991, cuando el Partido Social Cristiano, escogió como candidato a Jaime Nebot, Durán-Ballén se desafilió del partido que creó por diferencias irreconciliables con la dirigencia, teniendo inicialmente intenciones de retirarse de la política, pero fue convencido para postularse en las elecciones de 1992, formando el Partido Unidad Republicana para auspiciar su candidatura en alianza con el Partido Conservador Ecuatoriano.
Por su postura más conciliadora y tolerante, y por haberse desmarcado del PSC y de su líder, León Febres Cordero, Durán Ballén obtuvo durante la segunda vuelta el apoyo de los partidos de izquierda, centro y derecha. Sixto se presentó como un político experimentado y sabio que podría llevar un gobierno serio y fuerte ante las problemáticas internas y el conflicto con el Perú, lo que permitió que gane fácilmente la presidencia.
En la primera vuelta, celebrada el 17 de mayo de 1992, el binomio Durán-Ballén Dahik obtuvo 1.089.154 votos, ubicándose en primer lugar. Pasó a segunda vuelta contra Jaime Nebot, candidato de su anterior tienda política, el Partido Social Cristiano.
En la segunda vuelta, celebrada el 5 de julio de 1992, alcanzó 2.150.212, que representó el 57,7% de los votos válidos, lo que le permitió ganar la elección presidencial.
Véase elecciones presidenciales de Ecuador de 1992.
En las Elecciones legislativas de Ecuador de 1992, el Partido Unidad Republicana alcanzó 12 curules y el Partido Conservador Ecuatoriano logró 5 escaños, con lo cual el gobierno de Durán Ballén tenía 17 escaños, en un Congreso de 77 voluntades. Debió alcanzar acuerdos con otros partidos para la aprobación de las leyes necesarias en su gobierno.

### Camino a la presidencia
En las elecciones presidenciales de 1992, Durán-Ballén postulaba a su tercer intento presidencial, y a sus 70 años es el candidato de mayor edad que ha existido en la historia del Ecuador. Durante la campaña un periodista le preguntó si tenía la fortaleza para manejar el país a su edad, a lo que Sixto respondió con un reto de 20 flexiones de pecho que no pudo ser completado por el periodista pero sí por el candidato, que incluso hizo diez más.
El 17 de mayo, en la primera vuelta electoral, obtiene el 31,88% de los votos de los electores seguido con casi siete puntos de diferencia por Jaime Nebot, de su expartido el Partido Social Cristiano, única vez que la segunda vuelta electoral se disputa entre dos candidatos de derecha, triunfando cómodamente el 5 de julio de 1992.

## Presidencia del Ecuador
Tras vencer en las elecciones, Durán-Ballén se convirtió en el mandatario más longevo de la historia ecuatoriana, contando con 71 años y 27 días a la fecha de asumir el mando. Entregó la dirección de la economía y de la modernización al vicepresidente Alberto Dahik, del Partido Conservador.
Durante su Gobierno impulsó políticas de austeridad que buscaban privatizar sectores estratégicos como telecomunicaciones, hidrocarburos y eléctrico. Inició un amplio programa de estabilización con apoyo del Fondo Monetario Internacional, lanzando una serie de leyes con el fin de reformar el sector financiero, los sectores de energía y el sector agrario. Paralelamente, comenzó un proceso de transformación del Estado con la aprobación de la Ley de Modernización como base jurídica de las privatizaciones, y la creación del Consejo Nacional de Modernización del Estado (CONAM) como ejecutor de esta ley. Para continuar con sus reformas necesitó reformar la Constitución, convocando a una consulta popular en 1994, en el que se aprobaron las reformas necesarias para implantar el modelo económico.
Bajo el denominado Consenso de Washington en plena aplicación, se impusieron un conjunto de medidas económicas que integraban las políticas de ajuste estructural, las reformas estructurales del Estado, la privatización de empresas públicas, la liberalización del comercio, las amplias garantías jurídicas para las inversiones extranjeras, y la flexibilización laboral. Renegoció la deuda externa en el marco del Plan Brady, que fracasó a los cinco años. A la vez, hubo un alza significativa de créditos del Banco Mundial quien le brindó un masivo apoyo. Solo en 1995 se comprometió cuatro préstamos en un paquete de un total de 312 millones de dólares, coordinado bajo la línea de «Reducción de la pobreza y gestión económica».
Se reformaron varias leyes, entre ellas la Ley de Hidrocarburos, que afectó al financiamiento del sector público y que permitió que la participación del Estado en los ingresos petroleros bajara del 90% al 33% en el mejor de los casos, pues había contratos donde se entregaba el 100% de los beneficios a las compañías privadas. Otra medida que generó controversias por incidir en el abuso y sometimiento al endeudamiento público, fue la eliminación del Comité de Crédito Externo en 1995.
Por otra parte, el cumplimiento a los condicionamientos impuestos por el Banco Mundial, a más de la insistente privatización de los servicios públicos, devino en la reducción de los puestos de trabajo, el aumento del IVA al 15%, la eliminación de supuestos subsidios y la rentabilidad en la gestión del Estado, lo que llevó, entre otras cosas, a eliminar la gratuidad de los servicios de educación básica y la inversión en salud pública.
Concedió un polémico bono por 190 millones de dólares, pagaderos a 10 años de plazo y sin período de gracia, a través del cual, el país compensaría al Citibank y a otros acreedores por no haber pagado intereses a raíz del débito de 80 millones de dólares realizado por dicho banco en mayo de 1989.
Muchos analistas concuerdan en que todas estas acciones ejecutadas bajo plan económico de Durán-Ballén, significaron la antesala a la insolvencia casi absoluta a la que llegaría el país en 1998 con una deuda externa de 16.400 millones de dólares. Para contrarrestar la creciente noción de corrupción en el Gobierno, Durán-Ballén convocó a una segunda consulta popular para permitir reformas para la modernización del estado, la cual fue rechazada en su mayoría.

### La Hora de Sixto
Desde el 28 de noviembre de 1992 hasta el 5 de febrero de 1993 estuvo vigente el decreto presidencial No. 285  que estipulaba que se adelantaría una hora en trabajos y escuelas y se suspendería el servicio eléctrico para el sector público, parques, canchas, plazas y fachadas de edificios.  Estas medidas fueron tomadas frente a la crisis energética causada por problemas con el estiaje en la zona de Paute notificadas desde hace un mes (octubre)  para aprovechar la luz solar, disminuir el consumo de electricidad y evitar el gasto de aproximadamente 156 000 millones de sucres (cerca de USD 87 millones en esa época) en importación de combustible para plantas termoeléctricas.   

### Guerra del Alto Cenepa
En enero de 1995 se inició un enfrentamiento entre los ejércitos de Ecuador y Perú por la disputa de territorios no delimitados en la zona del Alto Cenepa y el destacamento de Tiwintza, cuya titularidad reclamaba Ecuador. El 26 de enero de 1995, bajo las órdenes de Alberto Fujimori, las fuerzas peruanas comenzaron las operaciones militares. Ecuador, bajo la presidencia de Sixto Durán Ballén, mantuvo su posición y sus tropas, dirigidas por José Gallardo y Paco Moncayo, participaron en los combates. Durante ese período se registró la frase “Esta vez no vamos a retroceder ni un paso”, pronunciada por Durán Ballén ante la multitud en la Plaza de la Independencia, a la que respondió el público con “Ni un paso atrás”. Este hecho fue destacado por el Boletín Nacional de la Academia de la Historia (2022). 
Posteriormente, el conflicto culminó en una tregua con la firma del cese al fuego el 13 de febrero de 1995 en Itamaraty, Brasil. El 22 de febrero se reanudaron las hostilidades y, tras nuevas bajas en ambos bandos, se llegó a un acuerdo de negociación con el apoyo de los países garantes del Protocolo de Río de Janeiro (Argentina, Brasil, Chile, y Estados Unidos), que facilitó una reunión en Brasiliapara resolver las diferencias.

### Juicio político al Vicepresidente
Uno de los momentos más controvertidos en su presidencia es la renuncia del vicepresidente Alberto Dahik, quien iba a ser destituido mediante juicio político del Congreso, quien fue acusado de cohecho, traición a la patria y responsabilizado en la disposición arbitraria y corrupta de los fondos reservados asignados a la Vicepresidencia a favor de terceros y a beneficio personal, ante lo cual, por orden de la Corte Suprema de Justicia, se ordenó su detención, pero Dahik presentó su renuncia y huyó del país antes de poder ser efectuada su orden de prisión. Fue elegido por el Congreso el ministro de educación, Eduardo Peña Triviño como nuevo vicepresidente.

### Caso Flores y Miel
Otro caso de corrupción del gobierno fue el denominado «Flores y Miel», en el cual una nieta de Durán-Ballén y su esposo habrían recibido créditos de casi un millón de dólares por parte de la CFN para una empresa llamada Flores y Miel, que terminó estafando a cientos de consumidores. Al revelarse el caso, la nieta del Presidente y su esposo huyeron del país en un vuelo del avión presidencial en el que también viajaba el Primer Mandatario.
En 1993, después de la victoria electoral de Sixto Durán Ballén y Alberto Dahik con el 57% de los votos, se desató un escándalo cuando en diciembre la nieta del presidente, Enma Paredes, solicitó un préstamo de USD 829.600 a la CFN para una empresa aún no constituida, Flores y Miel. El crédito fue aprobado rápidamente en enero de 1994, pese a antecedentes crediticios negativos de los supuestos propietarios. En marzo, se realizó el primer desembolso, que fue desviado a la quebrada financiera Irandina, vinculada a los suegros de Paredes. En junio, se constituyó legalmente Flores y Miel, y se reveló que Irandina había estafado a más de 140 personas. El 18 de junio, los implicados salieron del país. En julio, el diputado Xavier Neira denunció tráfico de influencias, y en agosto, el Congreso abrió una investigación contra el presidente. Finalmente, en septiembre, el esposo de Paredes fue separado de su cargo en Petroecuador, cerrando un capítulo de fuerte impacto político y mediático. 
En 1994, el gerente de la CFN, Leonardo Stagg, compareció ante el Congreso para defender la legalidad del préstamo otorgado a Enma Paredes, asegurando que Flores y Miel existía desde 1975 y que se exigieron garantías por el 137% del valor del crédito. Sin embargo, se presentó una carta presuntamente enviada por Susana Durán-Ballén, madre de Enma, solicitando apoyo para la aprobación del préstamo, lo que Stagg y el presidente Durán-Ballén negaron. En septiembre, se dictó prisión preventiva y orden de extradición contra Stagg, Paredes y los esposos Anda Carreño, por irregularidades como que la empresa aún no estaba legalmente constituida al momento del préstamo. El 14 de septiembre, Stagg renunció y salió del país; el 15 de diciembre, Fabián Anda Carreño huyó en el avión presidencial rumbo a Miami. El 22 de diciembre, diputados pidieron investigar al presidente por este hecho. La defensa de Paredes alegó persecución política, mientras que el exfiscal Fernando Casares sostuvo que los fondos de CFN y los de los estafados por Irandina eran asuntos separados.

### Caso Restrepo
Considerado el tercer gobierno en encubrir los aparatos represores de la Policía Nacional del Ecuador, y que impidió las manifestación que todos los miércoles realizaban Pedro Restrepo, Luz Elena Arismendi y los demás familiares de los desaparecidos en la Plaza Grande. Luego de que en la presidencia de Rodrigo Borja se conforma una comisión internacional para investigar los crímenes de Lesa humanidad cometidos por el Estado ecuatoriano, esto debido a un informe acusatorio presentado por la DAS de Colombia en la que se acusa a la Policía Nacional del Ecuador de la desaparición de los menores. Con fecha 2 de noviembre de 1991, la comisión internacional presenta el informe ante el presidente de la República, habiendo 88 sindicados en el caso Restrepo.
Durante su gobierno en junio de 1995, la entonces Corte Suprema de Justicia dictó sentencia en el caso Restrepo. Los policías en servicio activo cabo segundo Víctor Camilo Badillo, subteniente Doris Morán, teniente Juan Sosa y teniente coronel Trajano Barrionuevo, fueron sentenciados a 16 años de prisión, en el caso del primero de ellos, y a 8 años los restantes. Fueron encontrados inocentes los coroneles Gustavo Gallegos y Gustavo Zapata. A pesar de estas sentencias, aún se discute la culpabilidad de muchos sindicados.

## Vida pública tras la presidencia
Terminada su presidencia, y como se acostumbra entre los Gobernantes del país, entregó su retrato para que sea colocado en el Salón Amarillo del Palacio de Carondelet, siendo el suyo y el de Isidro Ayora los únicos que aparecen sentados. 
En las elecciones legislativas de 1998 fue elegido diputado nacional por el desaparecido Partido Conservador Ecuatoriano-Unión Nacional, y del 2001 al 2003 fue nombrado embajador en Londres.
En el 2005 presentó un libro autobiográfico sobre su mandato, titulado «A mi manera... los años de Carondelet» y editado por la Universidad Andina Simón Bolívar. 
En 2006 se presentó como candidato al Parlamento Andino por la Unión Demócrata Cristiana, pero no resultó elegido.
Melómano, Durán-Ballén admiraba la música clásica y poseía una de las más grandes colecciones de su tipo existentes en la ciudad de Quito. Durante muchos años posteriores a su presidencia condujo un programa de música clásica en la desaparecida Radio Bolívar y en 2007 volvió a presentar un programa similar en la extinta Radio Clásica.

## Fallecimiento

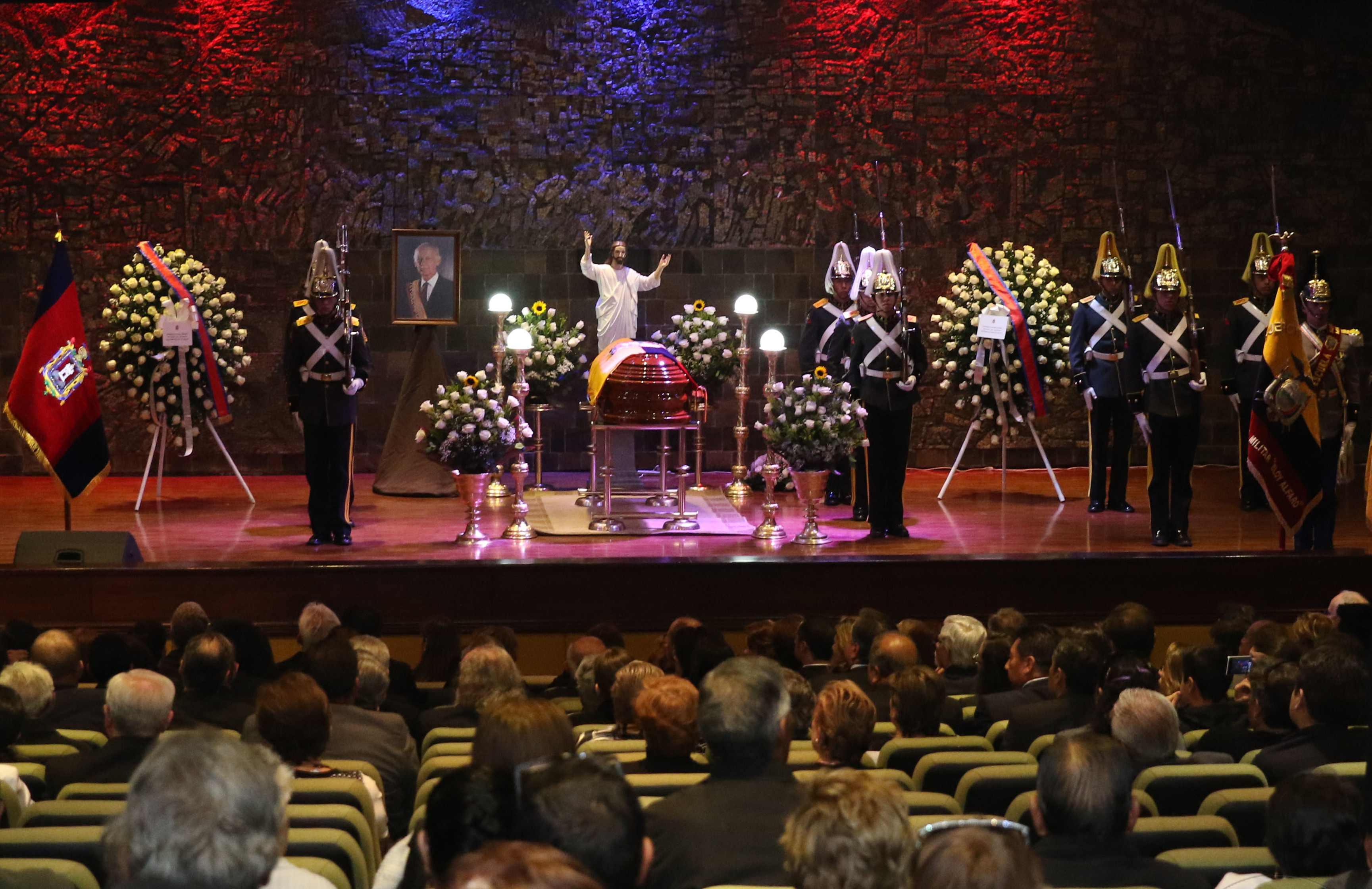
Capilla ardiente en el Salón de la Ciudad, del Palacio Municipal de Quito.

Sixto Durán-Ballén Cordovez falleció por causas naturales mientras tomaba una siesta vespertina en su domicilio, ubicado en la avenida La Coruña y Ernesto Noboa Caamaño, al norte de la ciudad de Quito, cerca de las 17:15 del 15 de noviembre del 2016, rodeado de su esposa Finita Villalobos y sus hijas Cristina, Isabel y Josefina. El Estado ecuatoriano decretó tres días de luto nacional con los respectivos honores que manda el reglamento de ceremonia público en caso de fallecimiento de un expresidente de la República, que incluye el pabellón nacional izado a media asta en todos los edificios del país.
Según expreso deseo de Durán-Ballén, las honras fúnebres tuvieron lugar en el Salón de la Ciudad del Palacio Municipal. Su amigo el exdiputado Carlos Larreátegui explicó que Durán-Ballén le pidió "una y otra vez que si algún día fallecía, no le llevaran al Palacio de Gobierno. Que él, incluso inerte, no podría entrar a un órgano de Gobierno que perdió las perspectivas en esta lucha fratricida de los últimos años, que no defendió las libertades, que no fue un apoyo para la democracia y para el país".
La ceremonia religiosa fue en la Catedral Metropolitana y su cuerpo fue sepultado en las bóvedas de la iglesia de Santa Teresita, en el barrio La Mariscal.

## Condecoraciones y méritos
- Gran Collar de la Orden Nacional de San Lorenzo, designada al Gran Maestre de la Orden de mayor rango en el Ecuador, presidida por el presidente de la República de turno.
- Condecoración Marieta de Veintimilla, otorgada post-mortem por el Municipio de Quito el 16 de noviembre de 2016.[39]
- El museo Sixto Durán-Ballén fue inaugurado el 23 de febrero de 2010 con el fin de resaltar su trayectoria política y aportes al país. El museo está ubicado en el campus Granados de la Universidad de las Américas en Quito.[40]

## [1][2][3]Enlaces externos
- Biografía por CIDOB

- Datos: Q177182
- Multimedia: Sixto Durán Ballén / Q177182

1. ↑  Diario El Comercio (ed.). «La ‘hora de Sixto’ fue en 1993». Archivado desde el original el 2009. Consultado el 23 de mayo de 2024.
2. ↑  «La hora de Sixto: el verano en que los ecuatorianos se despertaron antes». p. Infobae. Consultado el Consultado el 23 de mayo de 2024..
3. ↑  «Ecuador Adelantan Hora Oficial». p. El tiempo. Consultado el 23 de mayo de 2024.